# Jean-Baptiste Deschamps
Ne doit pas être confondu avec Jean-Baptiste Descamps.
Jean-Baptiste Deschamps, né le 1er décembre 1841 et mort le 25 juillet 1867, est un sculpteur français, prix de Rome en 1864, mort soudainement d'une maladie infectieuse lors de son séjour en Italie après avoir obtenu ce prix.
Fils d'un tailleur de pierres, il est orienté vers des études artistiques après que ses dons pour le dessin sont détectés par un de ses professeurs. Intégrant l'École des beaux-arts de Lyon en 1859 puis celle de Paris en 1863, il est distingué par un 1er prix de Rome en 1864, dès sa première participation au concours.
Séjournant en Italie, il y réalise d'autres sculptures dont les qualités sont remarquées par les critiques de l'époque, mais décède brutalement du typhus en juillet 1867.
À la suite de sa mort, son œuvre la plus remarquable, le Discobole ramassant son disque, initialement un plâtre, donne lieu à une statue en bronze exposée à Lyon jusqu'à sa destruction en 1942.

## Biographie

### Études
Après des études primaires à l’école des frères maristes, Jean-Baptiste Deschamps songe à reprendre l’activité de son père appareilleur tailleur de pierres. Mais l’un de ses professeurs, ayant remarqué ses aptitudes au dessin, incite la famille à lui faire poursuivre ses études en l’inscrivant à l’École des beaux-arts de Lyon : il entre dans l’atelier de Joseph-Hugues Fabisch où son application et son talent lui valent, dès la première année, d’être récompensé par une médaille d‘argent. L’année suivante, le jury de l’école lyonnaise lui décerne la médaille d’or représentant le premier prix de sculpture. L’administration du département lui accorde alors une bourse pour poursuivre ses études à Paris, où il entre à l’École nationale supérieure des beaux-arts en 1863.

### Prix de Rome et séjour en Italie
Il y est l'élève de François Truphème. Il concourt en 1864 pour le grand prix de Rome, où il est classé premier, le 20 septembre 1864, conjointement avec Eugène Delaplanche avec Ulysse bandant l'arc que les prétendants n'ont pu ployer. 
Il séjourne à Rome à la villa Médicis à partir de 1865 et ses envois (Tanaquil, Offrande à Hermès, Pêcheur napolitain, Jeune Romaine et Le Discobole) sont particulièrement remarqués. Il commence à y peindre.

### Mort soudaine et hommages
Une épidémie de choléra frappant Rome, il se réfugie à Naples où il meurt en quelques heures du typhus le 25 juillet 1867,. Son corps est ramené à Tournus et son buste, œuvre de Fabisch, son premier professeur, orne sa tombe au cimetière de la ville.
Une statue en bronze de son Discobole, son œuvre la plus aboutie, est coulée et exposée de façon posthume en 1868 au ministère de la Maison de l'Empereur et des Beaux-Arts.
La Société des amis des arts et des sciences de Tournus, avec la municipalité et le syndicat d’initiative, font apposer une plaque commémorative sur sa maison natale, et Tournus comporte une rue Jean-Baptiste-Deschamps.

## Œuvres dans les collections publiques
- Paris, École nationale supérieure des beaux-arts : Tanaquil, 1866, buste en plâtre, 74 cm. Portrait de la femme de Tarquin l'Ancien[8].

- Tournus, musée Greuze :
  - Ulysse bandant l'arc que les prétendants n'ont pu ployer, 1864, statue en plâtre, 124 cm, prix de Rome en 1864. Ulysse, en appui sur sa jambe droite, reposant sur un pilier drapé, tend ses muscles dans un puissant effort pour bander son arc. La musculature du personnage ainsi que ses traits crispés illustrent la difficulté de l'effort[9] ;
  - Buste de jeune napolitain, 1879, plâtre. L'original de ce buste a été effectué à Rome en 1865 (vraisemblablement après un premier séjour à Naples). Ce moulage a été réalisé à Tournus en 1879 pour la Société des amis des arts et des sciences[10].
  - Jeune Romaine, 1866-1869, buste en plâtre, 69 cm. Buste de jeune fille, la tête inclinée vers la gauche, cheveux longs tombant sur les épaules,  médaille autour du cou. Moulage exécuté pour la Société des amis des arts et des sciences avec autorisation de M. Deschamps père[11].
  - Charon passant le Styx, 1879, statuette en plâtre. Charon est représenté debout, fermement en appui sur ses jambes, tenant sur sa gauche la perche qui lui permet de passer la barque des morts sur le Styx, il est traditionnellement représenté en vieillard barbu. Moulage exécuté à Paris en 1879 pour la Société des amis des arts et des sciences de Tournus avec l'autorisation de M. Deschamps père[12].
  - Le Discobole ramassant son disque, 1867, statue en plâtre. Un exemplaire en bronze était à Lyon dans le jardin du palais Saint-Pierre. Il est envoyé à la fonte sous le régime de Vichy en 1942, dans le cadre de la mobilisation des métaux non ferreux[13].